# Pau Orriols Maltas
Pau Orriols Maltas (Vilassar de Mar, 1879 - Alella, 20 d'agost de 1936) fou un agricultor propietari que va ser afusellat i assassinat durant la guerra civil espanyola.
Natural de Vilassar de Mar (Maresme), i resident a Premià de Mar, vivia domiciliat a la casa Can Boteta. Tenia 57 anys, estava casat amb Francesca Rosés i era pare d'un fill. Era agricultor i propietari de les terres de la casa. Era germà natural del sacerdot Mn. Joan Orriols Maltas, que havia estat vicari a Premià de Mar entre 1910-11 i, per tant, militant catòlic convençut.
Després d'esclatar la guerra civil set individus del comitè de Badalona —o bé de Granollers— van anar a buscar-lo i se’l van endur de casa seva i el van portar en el cotxe fantasma fins a Font de Cera (Alella) i el van assassinar, sense interrogatori ni judici previ el 20 d'agost de 1936.
El cadàver presentava un tret al cor i dos al coll, va ser localitzat pel fill de la víctima, que va seguir de prop els assassins amb un camió. Sembla que hi van haver algunes instigacions d'alguns veïns a nivell de Premià. La seva defunció apareix inscrita l'endemà al registre civil de Vilassar de Mar. L'autòpsia descriu una hemorràgia cerebral interna per ferida d'arma de foc.